# فريق كرة قدم

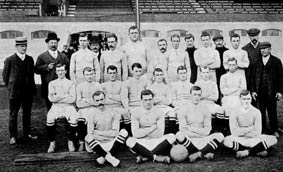
فريق نادي تشيلسي كما في عام 1905

فريق كرة قدم هو اسم يطلق على مجموعة من اللاعبين بعدد قياسي يلعبون تحت اسم واحد في رياضة كرة القدم التي هي إحدى الرياضات الجماعية. يُشكّل الفريق لتمثيل ناد كرة قدم، مجموعة، دولة أو فريق كل النجوم.
هناك عدة أنواع من لعبة كرة القدم، فهناك كرة القدم المشهورة في جميع أنحاء العالم، وهناك كرة القدم الأمريكية وكرة قدم كندية وكرة القدم الأسترالية وكرة قدم جايلك ودوري الرغبي واتحاد الرغبي. فكل لعبة من تلك التي سبق ذكرها، لها قواعدها الخاصة بها ولها عدد مختلف من اللاعبين لتكوين فريق كرة قدم.
في بعض الأحيان، يقتصر استخدام كلمة فريق على أولئك اللاعبين الموجودين على ارض الملعب، فلا تتضمن تلك الكلمة اللاعبين البدلاء الجالسين على دكة الاحتياط. بينما يستخدم لفظ فريق كرة قدم مشتملاً على اللاعبين الموجودين على أرضية الملعب واللاعبين الاحتياط.

## عدد الأفراد في الفريق لكل لعبة
- لعبة كرة القدم: 11
  - كرة القدم في الأماكن المغلقة: 6
  - كرة قدم الشاطئية وكرة قدم الصالات وكرة قدم الخامسية: 5
- كرة القدم الأمريكية: 11
- كرة قدم الملاعب: 8
- كرة قدم كندية: 12
- دوري الرغبي: 13
- اتحاد الرغبي: 15
- سباعيات الرغبي: 7
- كرة قدم جايلك: 15

كرة القدم الأسترالية: 18